# Ladislas Ier (roi de Bohême)
Pour les articles homonymes, voir Ladislas Ier.
Ladislas dit le Posthume (en allemand : Ladislaus Postumus ; en tchèque : Ladislav Pohrobek), né le 22 février 1440 à Komárom en Hongrie et mort le 23 novembre 1457 à Prague, est prince de la maison de Habsbourg, le fils unique du roi des Romains Albert II. Il est duc puis archiduc d'Autriche, roi de Bohême (sous le nom de Ladislas Ier), et roi de Hongrie (sous le nom de Ladislas V de Hongrie, parfois Ladislas VI). Par sa mort prématurée, cette union personnelle est terminée et les territoires héréditaires des Habsbourg sont réunifiés sous le règne de son cousin l'empereur Frédéric III (à l'origine Frédéric V de Habsbourg).

## Origine familiale

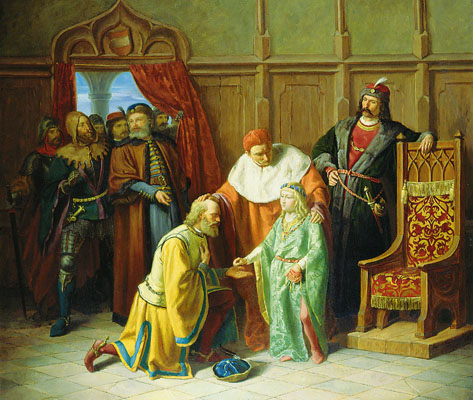
Ladislas Ier enfant.

Ladislas est le fils unique d'Albert II du Saint-Empire (Albert V d'Autriche) et de son épouse Élisabeth de Luxembourg, fille unique de l'empereur Sigismond de Luxembourg. En 1438, son père est élu roi des Romains sous le nom d'Albert II du Saint-Empire, et il succède à son beau-père en tant que roi de Bohême et de Hongrie. Ladislas né à Komárom (aujourd'hui Komárno, Slovaquie), quatre mois après la mort de son père d'où le surnom de « Posthume » qui lui est attribué par l'historiographie.
Ladislas a deux sœurs aînées : Anne d'Autriche (1432-1462) qui épouse le landgrave Guillaume II de Thuringe en 1446 et Élisabeth de Habsbourg (1435/1436-1505), épouse du grand-duc de Lituanie et roi de Pologne Casimir IV Jagellon.

## Souverainetés multiples
Ladislas le Posthume est duc d'Autriche et roi de Bohême dès sa naissance. Il est couronné roi de Hongrie sous le nom de László VII à l'âge de trois mois le 15 mai 1440. Il est toutefois écarté du trône par l'élection du roi de Pologne Ladislas III Jagellon couronné roi de Hongrie le 17 juillet 1440. Après la mort de sa mère le 19 décembre 1442, la direction de son parti est reprise par son cousin Frédéric V, alors roi des Romains prenant la succession de son père Albert. 
À la suite de la disparition de son compétiteur lors de la bataille de Varna le 10 novembre 1444, ses partisans et ceux de Ladislas III s'accordent en avril 1445 pour le reconnaître comme roi de Hongrie.
Le  28 octobre 1453, il est également élu roi de Bohême mais l'autorité dans le pays est exercée par Georges de Poděbrady, nommé « Gubernator Bohemia », depuis le 23 avril 1452 qui dirige de facto le pays depuis septembre 1448 et qui devient officiellement régent.  
Pendant tout son règne, c'est Jean Hunyadi, nommé corégent de Hongrie orientale par son prédécesseur depuis janvier 1441, qui assume en fait la réalité du pouvoir jusqu'à sa mort le 11 août 1456.
Le 9 novembre suivant, Ladislas Hunyadi, le fils aîné du défunt régent, attire dans un piège son ennemi Ulric de Cilley, le nouveau régent, et le fait assassiner. Il soumet Ladislas à son autorité et se fait nommer « commandant suprême du royaume ».

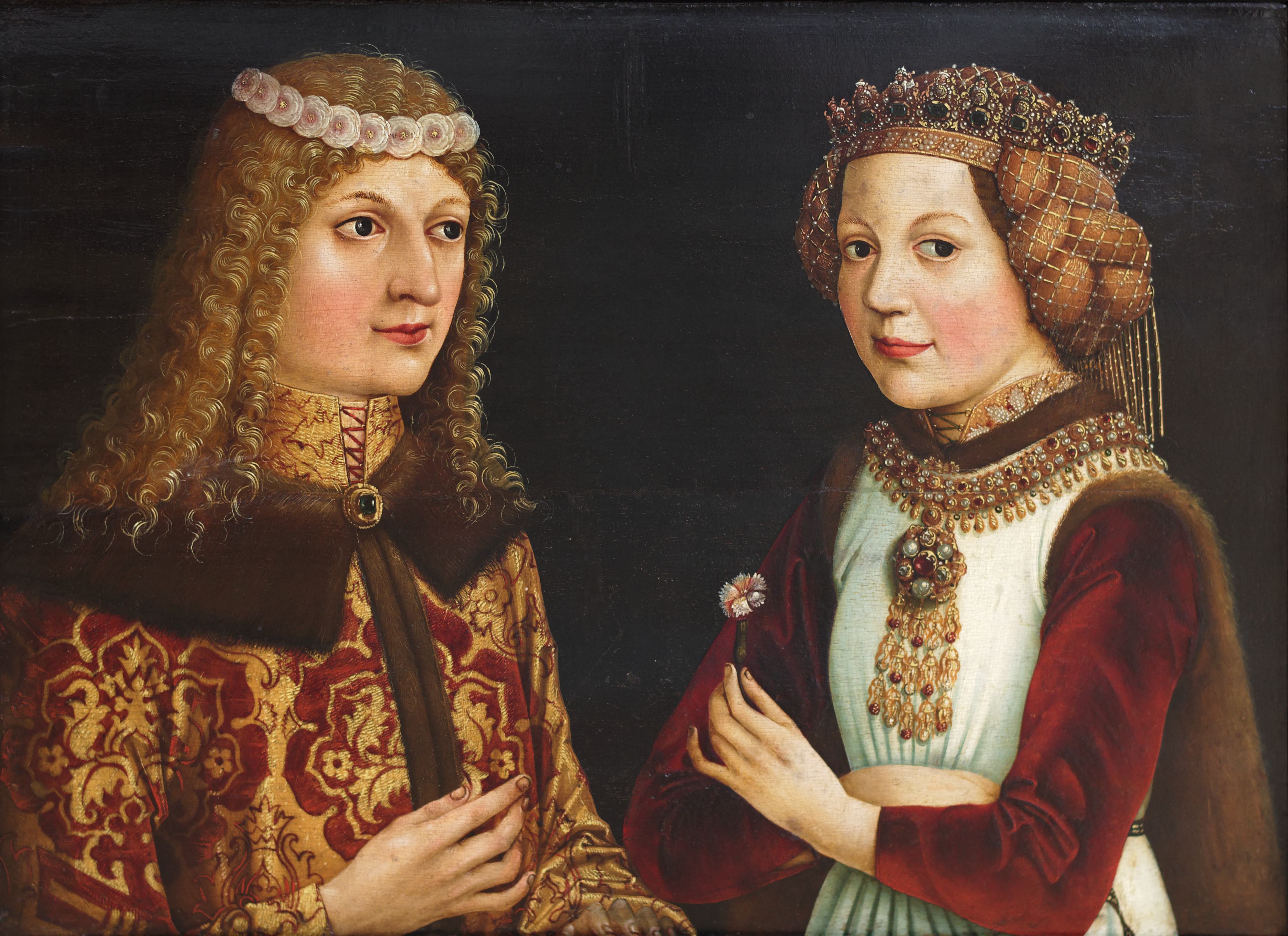
Portrait de fiançailles de Ladislas le Posthume et Madeleine de France.

Auparavant, le 6 janvier 1453, le Privilegium Maius de Rodolphe IV d'Autriche avait été reconnu par l'empereur Frédéric III et le duché d'Autriche érigé en archiduché. Ladislas prenait dès lors le nouveau titre, revendiqué par les souverains d'Autriche depuis 1359.
Le 16 mars 1457, les grands du royaume se révoltent contre Ladislas Hunyadi et le font exécuter. Le parti de la famille Hunyadi se soulève mais le roi décède soudainement le 23 novembre 1457 alors qu'il prépare à Prague son mariage avec Madeleine de France, fille de Charles VII. On pense alors à un empoisonnement. En fait, il semble être décédé d'une leucémie ou de la peste bubonique.
L'empereur Frédéric III lui succède dans ses domaines d'Autriche alors que la Hongrie élit comme roi Matthias Corvin, frère cadet de Ladislas Hunyadi, et que la Bohême choisit de son côté comme roi Georges de Poděbrady le 2 mars 1458.